# Rimae de Gasparis
Rimae de Gasparis – grupa rowów  na powierzchni Księżyca o średnicy około 93 km. Znajduje się na współrzędnych selenograficznych ☾ 24,6°S 51,1°W/-24,600000 -51,100000. Nazwa tego systemu kanałów została nadana w 1964 roku przez Międzynarodową Unię Astronomiczną i pochodzi od krateru de Gasparis na którego obszarze i okolicy znajduje się Rimae de Gasparis.